# Cluster (muziek)

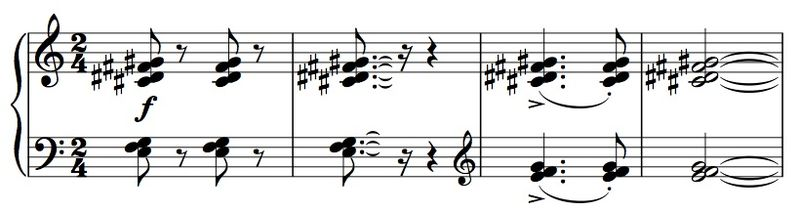
Voorbeeld van een cluster op de piano. De cluster op de bovenbalk, Do♯ Re♯ Fa♯ Sol♯, wordt gespeeld met vier zwarte toetsen naast elkaar. De laatste twee maten met de handen over elkaar compliceren de muziek verder.

In de muziek is een cluster een (door Henry Cowell voor het eerst benutte) term, voor een akkoord, dat bestaat uit op elkaar gestapelde grote of kleine secundes of kleinere intervallen. Men spreekt doorgaans pas van een cluster als er minstens drie tonen tegelijk klinken. Een consonant  akkoord kan als een bijzondere vorm van cluster worden gezien.
Het timbre van een cluster wordt bepaald door natuurkundige akoestische wetten (de natuurtonenreeks en zijn complementaire consonante waarden meetbaar met een monochord, die de basis voor toonladders zijn) die de mate van consonantie van de klanksamenstelling bepalen en daarbij gepaard gaande effecten als zweving, verschiltoon en somtoon wat tot hoorpsychologische sensaties kan leiden. Men volgt bij deze werkwijze niet de klassieke Westerse norm, zoals opgesteld is in de Westerse harmonieleer.
Kenmerken van een cluster kunnen zijn:
- Ligging (hoog-laag)
- Dichtheid (hoeveel noten bevat de cluster)
- Breedte (wat is de omvang van de cluster)
- Intensiteit (combinatie van aantal noten binnen een cluster, de dynamiek)
- De onderlinge relaties tussen de samenstellende delen

## Inleiding
Een cluster roept een hoorsensatie op die tussen klank en ruis ligt. Derhalve worden clusters veelvuldig toegepast in zogeheten 'Klangfarben'-composities, waarbij niet de harmonie maar de klankkleur centraal staat. Voorbeelden van clusters vindt men in bijvoorbeeld Penderecki's werk.
In de meeste westerse muziek worden clusters ervaren als dissonant. Clusters kunnen op bijna elk instrument dat gelijktijdig drie of meer noten kan produceren worden uitgevoerd. Maar ook kan een cluster door een groep instrumenten worden gespeeld of door een koor worden gezongen. Toetsinstrumenten eigenen zich bijzonder voor het spelen van clusters, omdat het relatief eenvoudig is om verschillende toetsen tegelijkertijd in te drukken. 

## Notatie
Chromatische clusters worden vaak als zwarte vette balk in de partituur genoteerd. Diatonische clusters (vaak alleen witte toetsen) als witte omrande balk. Maar ook de traditionele notatie van clusters komt voor, waarin elk bestanddeel van de cluster als noot op de balk wordt genoteerd.
In grafische partituren komen ook bewegende clusters voor: deze clusters veranderen dan doorgaans van samenstelling en ligging.

## Geschiedenis
Hoewel in de barokmuziek van bijvoorbeeld Domenico Scarlatti al erg dissonante akkoorden voorkomen die men als cluster zou kunnen duiden, worden clusters als zodanig pas in de 20e eeuw benoemd. In de vroege jaren van de 20e eeuw werden clusters van tonen voor het eerst toegepast in pionierswerken van de ragtime artiesten Jelly Roll Morton en Scott Joplin. In de jaren rond 1910 waren twee klassieke avantgardisten, de componist/pianisten Leo Ornstein en Henry Cowell degenen aan wie het onderzoek naar gebruik van clusters kan worden toegeschreven. In dezelfde periode paste ook Charles Ives toonclusters toe in diverse werken. Deze werden echter pas vanaf circa 1920 gespeeld. Ook Béla Bartók en later componisten als Lou Harrison en Karlheinz Stockhausen propageerden het gebruik van clusters. Tegenwoordig spelen toonclusters een significante rol in werken uit de vrije jazz, bijvoorbeeld in werk van Cecil Taylor en Matthew Shipp, maar ook in de avant-garde muziek van componisten als György Ligeti, Glenn Branca en Rhys Chatham. 

### In rockmuziek
In de rockmuziek komt het cluster niet veel voor, echter Lou Reed gebruikte ten tijde van Velvet Underground een elektrische gitaar die een alternatieve stemming had, waarbij alle snaren in één toon gestemd stonden, verdeeld over verschillende octaven. De stemming noemde hij de Ostrich stemming. Deze stemtechniek werd later veelvuldig toegepast door Sonic Youth, waarbij ze de snaren net iets naast elkaar stemden om een zweving te creëren.

## Effect
Een opvallend verschijnsel dat optreedt bij clusters is de ordening in het gehoor dat op zoek gaat naar melodie in de 'brij'. Met name bij de vroege gitaarsymfonieën van Glenn Branca is dit goed hoorbaar. Aanvankelijk lijken de klanken op een continue dreun, maar gaandeweg de tijd vordert went je gehoor aan de chaotische klankstructuur en krijgen de zweving en consonante klanken een eigen positie in de massa.